# Christine Theiss
Christine Anna Maria Theiss, nhũ danh Hennig, sinh ngày 22 tháng 2 năm 1980 tại Greiz, Đức, là nữ võ sĩ quyền cước người Đức. Từ năm 2007, cô ta là vô địch quyền cước chuyên nghiệp thế giới của hội quyền cước thế giới (WKA). Vào ngày 7 tháng 12 năm 2012, Christine trở nên vô địch thế giới quyền cước của hội Karate thể thao quốc tế (ISKA) và hiệp đoàn quyền cước và Karate (WKU). Christine mất đai vô địch WKU trong trận đấu với Olga Stavrova vào ngày 7 tháng 6 năm 2013. Theo bảng sắp hạng của IKF, Cô được chọn để đấu với vô địch thế giới Natalie Bee hạng nhẹ (60 kg), Trong khi WKA và WKU xếp Christine Theiss trước Natalie Bee.

## Tiểu sử
Năm 1984 Theiss theo gia đình, mẹ là một bác sĩ đa khoa và cha bác sĩ nội khoa, chuyển từ Đông Đức (DDR) tới Bayreuth. Từ năm 2001 tới 2007 Theiss theo học ngành y khoa tại đại học LMU ở München và trở thành bác sĩ vào tháng 12 năm 2008.
Theiss kết hôn vào năm 2005 với bác sĩ khoa tim Hans Theiss và sống tại khu phố Schwabing, München. 

### Sportliche Laufbahn

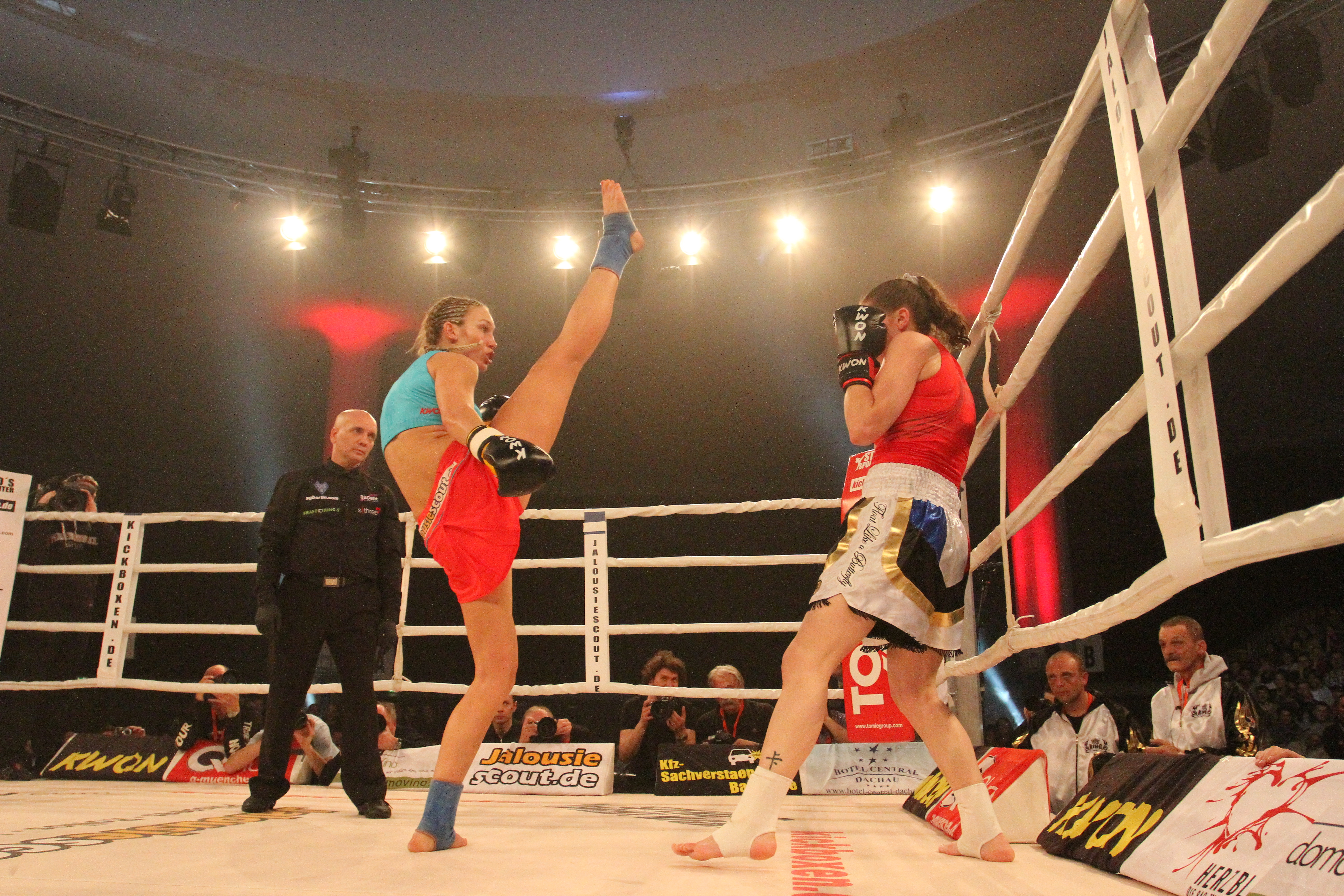
Christine Theiss vs. Cathy Lee-Mee; Giải vô địch thế giới WKU 2013 tại München

Ban đầu Theiss chỉ theo bạn, mà không muốn đi một mình, đi tập môn quyền cước vào lúc 8 tuổi tại Bayreuth. Theiss đạt được nhiều lần vô địch thiếu niên Bayern và Đức, đến năm 1998 thì được giải vô địch Đức nữ. Từ đầu năm 2006 Theiss trở thành võ sĩ quyền cước chuyên nghiệp. Với 22 chiến thắng trong các giải vô địch thế giới tại 4 hiệp hội quyền cước quốc tế, Theiss trở thành nữ võ sĩ quyền cước thành công nhất thế giới. 

Vào ngày 18 tháng 4 năm 2013 Theiss tuyên bố sẽ giải nghệ vào cuối năm.
Vào ngày 7 tháng 6 năm 2013 lần đầu tiên Theiss thua giải vô địch thế giới (WKU) khi đấu với Olga Stavrova, nhưng vẫn giữ tước hiệu vô địch tại hiệp hội ISKA và WKA. Với chiến thắng trong trận phục hận và cũng là trận cuối cùng vào ngày 13 tháng 12 Theiss đã đạt lại tước hiệu vô địch thế giới WKU.